# Liste der Baudenkmäler in Emmerting
Auf dieser Seite sind die Baudenkmäler in der oberbayerischen Gemeinde Emmerting zusammengestellt. Diese Tabelle ist eine Teilliste der Liste der Baudenkmäler in Bayern. Grundlage ist die Bayerische Denkmalliste, die auf Basis des Bayerischen Denkmalschutzgesetzes vom 1. Oktober 1973 erstmals erstellt wurde und seither durch das Bayerische Landesamt für Denkmalpflege geführt wird. Die folgenden Angaben ersetzen nicht die rechtsverbindliche Auskunft der Denkmalschutzbehörde.

## Baudenkmäler nach Ortsteilen

### Unteremmerting
| Lage                                  | Objekt                         | Beschreibung | Akten-Nr.             | Bild                           |
| ------------------------------------- | ------------------------------ | --- | --------------------- | ------------------------------ |
| Untere Dorfstraße 4 (Standort)        | Kath. Pfarrkirche Heilig-Geist | kubischer Betonskelettbau mit Ziegelausfachungen, Lichtbändern, Flachdach und allseitig umlaufenden eingeschossigen Flachdachflügeln, westseitig als offene Vorhalle mit Betonstützen, in der Mittelachse flacher, als First weitergeführter Sichtbetonrisalit, freistehender Betoncampanile, von Karl Habermann, 1965–67; mit Ausstattung | D-1-71-114-15         | Kath. Pfarrkirche Heilig-Geist |
| Untere Dorfstraße 31, 31 a (Standort) | Bauernhof                      | Wohnteil eines Bauernhauses, in Blockbauweise mit profilierten Bügen und Flachsatteldach, 1. Viertel 18. Jahrhundert; Querstadel mit Bundwerkoberteil, Mitte 19. Jahrhundert | D-1-71-114-2 Wikidata | BW                             |
| Untere Dorfstraße 33 (Standort)       | Bauernhaus                     | Erdgeschossig, mit Blockbaugiebel, Ende 17. Jahrhundert; quer angebauter Stallstadel mit Bundwerkobergeschoss und Schrot, Mitte 19. Jahrhundert | D-1-71-114-3 Wikidata | BW                             |
| Untere Dorfstraße 35 (Standort)       | Bauernhaus                     | Bauernhaus eines Vierseithofs, mit Flachsatteldach, Blockbauobergeschoss über Brockenmauerwerk und traufseitigem Schrot, Anfang 19. Jahrhundert | D-1-71-114-4          | BW                             |
| Untere Dorfstraße 39 (Standort)       | Bauernhaus                     | Tuffquaderbau mit Flachsatteldach, aufgemalte Fugen und Fenstergitter, bezeichnet mit 1867; Einfahrtstor gleichzeitig; östlich Bundwerkstadel, aufgemalte Fugen an der Ostseite, 2. Hälfte 19. Jahrhundert | D-1-71-114-6 Wikidata | BW                             |
| Untere Dorfstraße 45 (Standort)       | Ehemaliges Bauernhaus          | mit Flachsatteldach und Blockbauobergeschoss, traufseitig Schrot, ehemaliger Wirtschaftsteil zu Wohnzwecken ausgebaut, bezeichnet mit 1794; östlich Stadel, gemauert, wohl 19. Jahrhundert | D-1-71-114-8 Wikidata | BW                             |
| Mitterfeld (Standort)                 | Feldkapelle                    | 19. Jahrhundert; nördlich am Wald | D-1-71-114-9 Wikidata | BW                             |

### Bruck
| Lage                         | Objekt                       | Beschreibung | Akten-Nr.              | Bild                         |
| ---------------------------- | ---------------------------- | --- | ---------------------- | ---------------------------- |
| Brucker Straße 30 (Standort) | Bauernhaus des Vierseithofes | Wohnstallhaus mit Blockbau-Obergeschoss, traufseitigem Schrot, Bundwerk an Giebel und Heuboden, 18. Jahrhundert; südlich Bundwerkstadel, bezeichnet mit 1829 | D-1-71-114-11 Wikidata | Bauernhaus des Vierseithofes |

### Oberemmerting
| Lage                            | Objekt     | Beschreibung                                                                                 | Akten-Nr.              | Bild       |
| ------------------------------- | ---------- | -------------------------------------------------------------------------------------------- | ---------------------- | ---------- |
| Nähe Alte Poststraße (Standort) | Wegkapelle | 1. Hälfte 19. Jahrhundert; mit alter Ausstattung; am ehemaligen Wallfahrerweg nach Altötting | D-1-71-114-12 Wikidata | Wegkapelle |

### Seng
| Lage                         | Objekt                               | Beschreibung | Akten-Nr.              | Bild                                 |
| ---------------------------- | ------------------------------------ | --- | ---------------------- | ------------------------------------ |
| Kastler Straße 2 (Standort)  | Wegkapelle, sogenannte Gareiskapelle | mit geschweiftem Gesims, Ende 18. Jahrhundert; am ehemaligen Wallfahrerweg nach Altötting | D-1-71-114-14 Wikidata | Wegkapelle, sogenannte Gareiskapelle |
| Kastler Straße 12 (Standort) | Dreiseithof                          | Ehemaliges Bauernhaus mit Gitterbundwerk über der Mittertenne, bezeichnet mit 1832; Querstadel mit Kopfbüge, um 1835; westlicher Querstadel mit reichem Gitterbundwerk und Kopfbüge, um 1835 | D-1-71-114-13 Wikidata | BW                                   |

## Ehemalige Baudenkmäler
In diesem Abschnitt sind Objekte aufgeführt, die früher einmal in der Denkmalliste eingetragen waren, jetzt aber nicht mehr. Objekte, die in anderem Zusammenhang also z. B. als Teil eines Baudenkmals weiter eingetragen sind, sollen hier nicht aufgeführt werden. Aktennummern in diesem Abschnitt sind ehemalige, jetzt nicht mehr gültige Aktennummern.

| Lage                                           | Objekt                                             | Beschreibung | Akten-Nr.               | Bild                                               |
| ---------------------------------------------- | -------------------------------------------------- | --- | ----------------------- | -------------------------------------------------- |
| Hüttweg ()                                     | Sogenanntes „Weißkreuz, Hirsch- oder Stachelsäule“ | Steinmal mit Nische | D-1-71-114-1 Wikidata   | Sogenanntes „Weißkreuz, Hirsch- oder Stachelsäule“ |
| ()                                             | Steinsäule                                         | Profiliert, vermutlich Hochgerichtsmal der einstigen Herrschaft Wald                                                               | D-1-71-114-10 Wikidata  |                                                    |
| Unteremmerting Untere Dorfstraße 37 (Standort) | Bauernhaus                                         | Mit Blockbauobergeschoß über Brockenmauerwerk, 2. Hälfte 17. Jahrhundert (18. Juni 2013 nicht mehr in der Denkmalliste aufgeführt) | D-1-71-114-5 ? Wikidata | BW                                                 |
| Unteremmerting Untere Dorfstraße 44 (Standort) | Bauernhaus                                         | Blockbauobergeschoss und bemalte Pfettenköpfe, Ende 17. Jahrhundert (18. Juni 2013 nicht mehr in der Denkmalliste aufgeführt)      | D-1-71-114-7 Wikidata   | BW                                                 |